# Epsilon Scuti
Epsilon Scuti är ett sannolikt astrometriskt mångstjärnesystem i den mellersta delen av stjärnbilden Skölden. Primärstjärnan har en skenbar magnitud på 4,88 och är synlig för blotta ögat där ljusföroreningar ej förekommer. Baserat på parallaxmätning inom Hipparcosuppdraget på ca 6,1 mas, beräknas den befinna sig på ett avstånd på ca 540 ljusår (ca 170 parsek) från solen.

## Egenskaper
Primärstjärnan Epsilon Scuti A är en gul till vit ljusstark jättestjärnastjärna  av spektralklass G8 IIb. Den utsänder ca 400 gånger mer energi från dess fotosfär än solen vid en effektiv temperatur på ca 4 500 K.
Man känner till minst tre följeslagare. De två närmaste har en magnitud på +14 och avståndet är 13,6 respektive 15,4 bågsekunder. Den tredje stjärnan har en magnitud på 13 och befinner sig på 38 bågsekunders avstånd.